# Raichberg
Der Raichberg (956,5 m ü. NHN) ist eine markante Erhebung am Trauf der südwestlichen Schwäbischen Alb auf der Gemarkung des Albstädter Stadtteils Onstmettingen im Zollernalbkreis.

## Umgebung

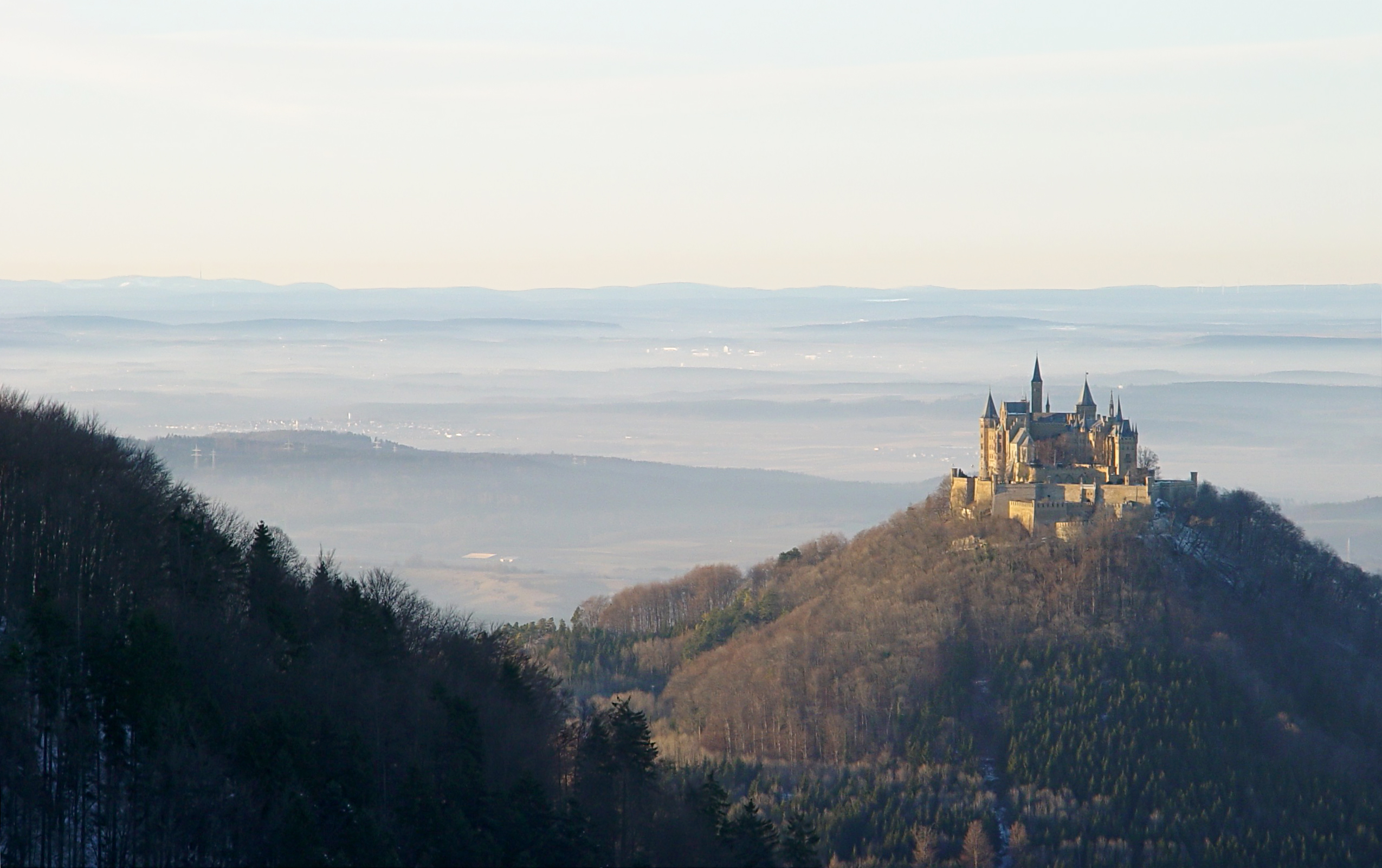
Blick vom Raichberg über die Burg Hohenzollern bis zum Schwarzwald, links vorne die Flanke des Zeller Horns

Auf dem Gipfel des Raichbergs befinden sich der Raichbergturm und das Wanderheim „Nägelehaus“, die beide zum Schwäbischen Albverein gehören. Eugen Nägele, Namensgeber des Hauses, war 1888 Gründungsmitglied und zwischen 1913 und 1933 Vorsitzender des Vereins. Das Berghaus wurde 1928 errichtet.
Der im gleichen Jahr in Vollbetonbauweise errichtete 22 Meter hohe Raichbergturm bietet einen ausgezeichneten Rundblick, bei entsprechendem Wetter nach Westen weit über das Neckartal hinweg bis zum Schwarzwald mit Feldberg und Hornisgrinde sowie zu den Alpen. Im Nordosten liegt der Albtrauf mit der ebenen Fläche von Dreifürstenstein und Heufeld. Darüber ist der Kornbühl mit der Salmendinger Kapelle und die Kuppe des Roßbergs mit dem Aussichtsturm erkennbar. Im Süden schließlich der Talgang mit dem Schlossfelsenturm oberhalb von Ebingen.

## Zeller Horn und der Zollernblick
Ein fast dreihundert Meter tiefer gelegener Sattel verbindet den Raichberg mit dem vorgelagerten Hohenzollern und der Burg Hohenzollern. Das Zeller Horn an der Westspitze und der Backofenfelsen an der Nordkante des Hochplateaus geben den Blick auf die Burg frei.

## Hangender Stein

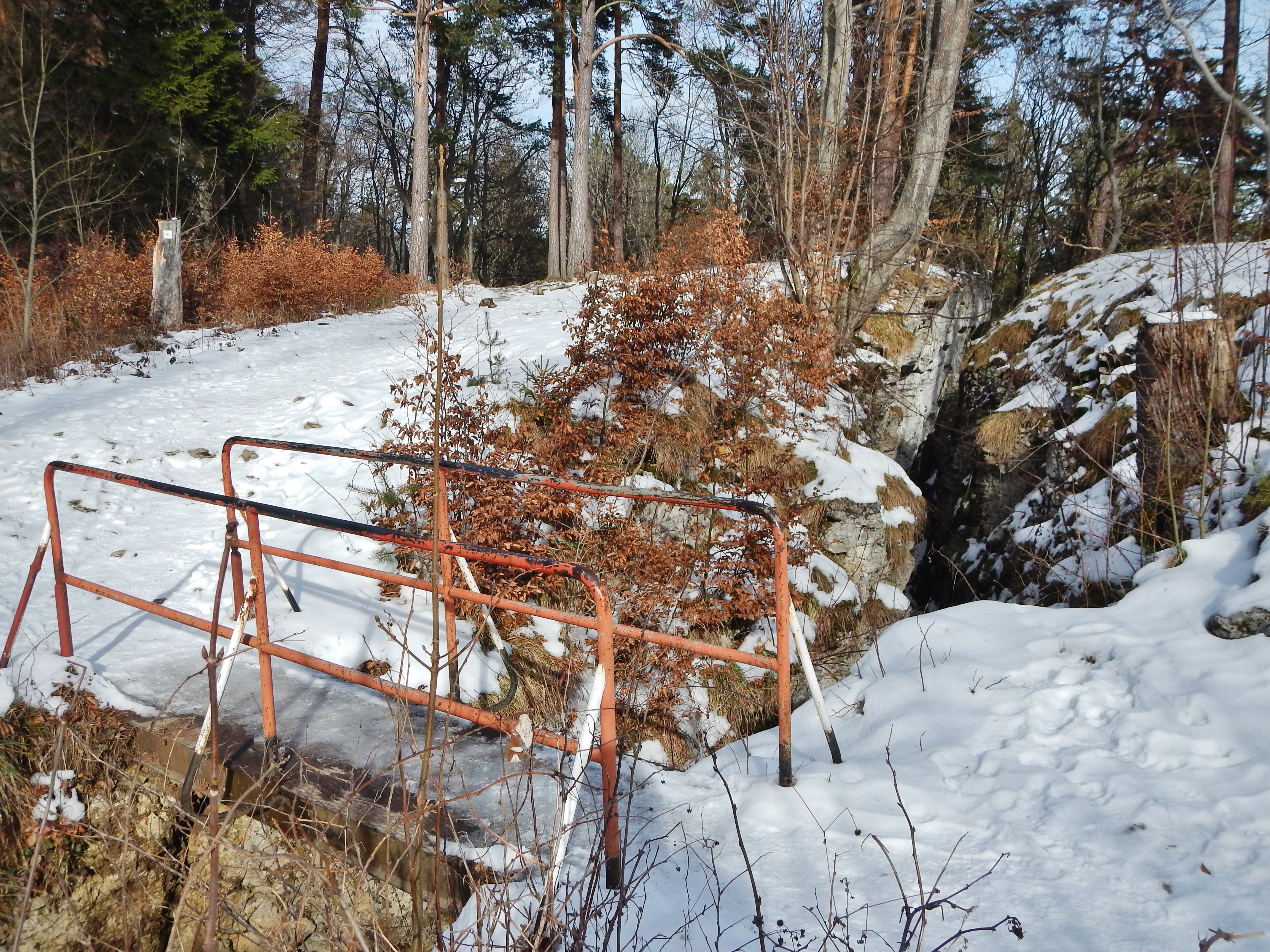
Mit einem Steg überbrückte Kluft am Hangenden Stein östlich des Raichberges

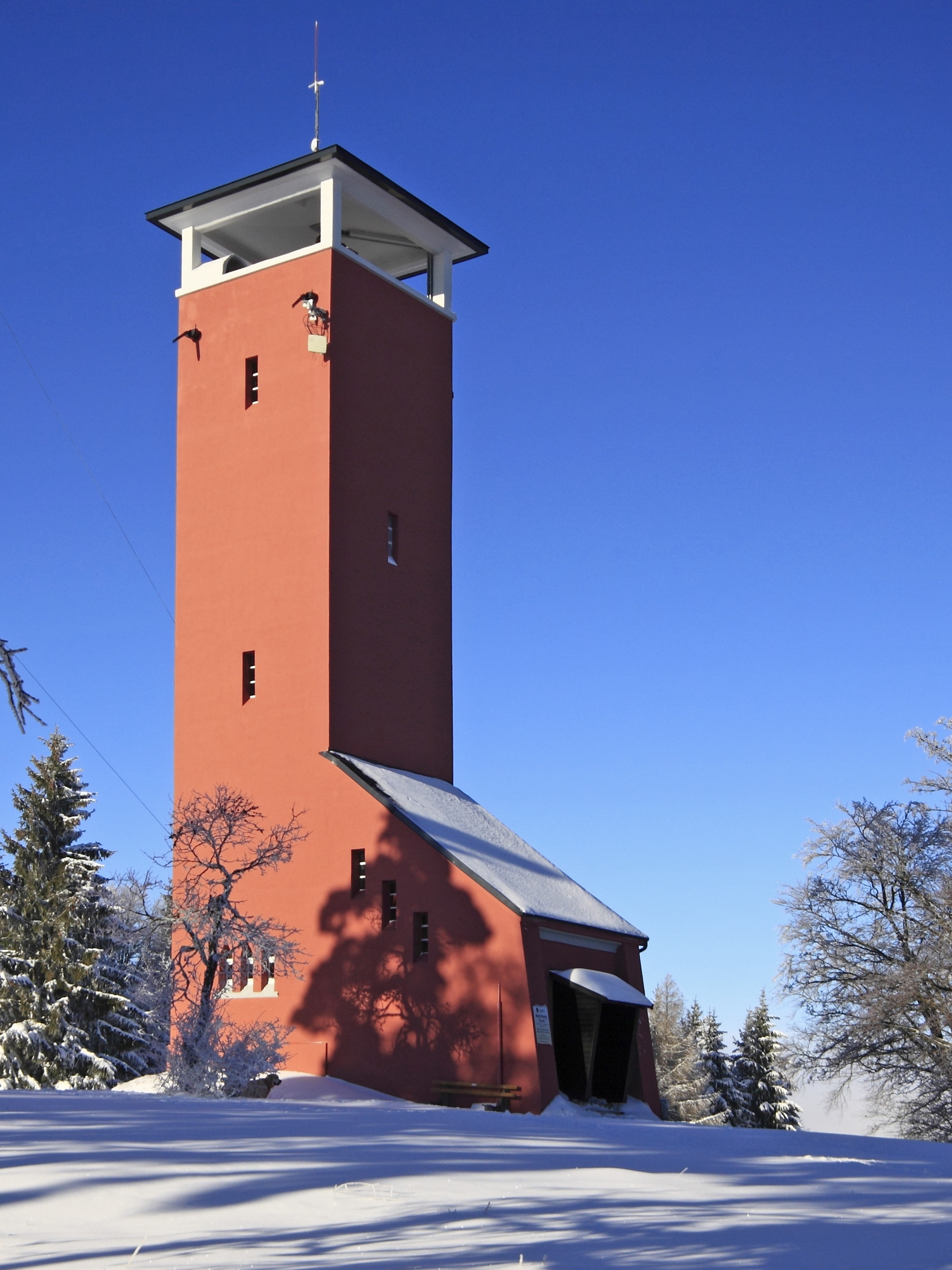
Raichbergturm

Durch den Neckar und seine Zuflüsse werden die relativ weichen Mitteljura-Schichten des Albtraufs immer weiter abgetragen, bis die abtragungsresistentere Oberjura-Deckschicht nachbricht, wodurch der Nordrand der Schwäbischen Alb immer weiter in Richtung Donautal zurückweicht. Von dieser rückschreitenden Erosion zeugt besonders eindrucksvoll der Hangende Stein, eine anstehende Felswand, die (noch) die Ostkante des Raichberg-Plateaus bildet. Sie ist bereits durch eine etwa zwei Meter breite, stellenweise 20 Meter tiefe und rund 200 Meter lange Abrisskluft vom Raichbergmassiv abgetrennt. Eines Tages wird diese Formation vollständig abbrechen und ins Tal stürzen. Der Hangende Stein wurde im August 2025 vom UNESCO Global Geopark Schwäbische Alb wegen seiner geologischen Besonderheit als Geopoint ausgezeichnet.

### Raichbergstörung
Im Jahr 1879 gab es bereits einen Bergrutsch in der Größenordnung von rund 315.000 Quadratmeter am Hangenden Stein. Der vorgelagerte Traufhang ist stellenweise mit großen, bis zu mehreren Metern mächtigen Blöcken übersät. Der Hangende Stein liegt an der Nordost-Randstörung (Raichbergstörung) des Hohenzollerngrabens. Aufgrund seiner grabeninneren Lage besteht sein Gestein aus Massenkalken des Weißjura δ (Kimmeridgium).

### Höhlen am Hangenden Stein
Höhlen (auf der Gemarkung Onstmettingen) sind die 1912 entdeckte Hohenzollernhöhle (Tiefe 25 Meter) und die 1915 entdeckte Mackensenhöhle (Tiefe 30 Meter). Beide Höhlen liegen in einer Felsspalte am Hangenden Stein.

## Sendeanlage Raichberg

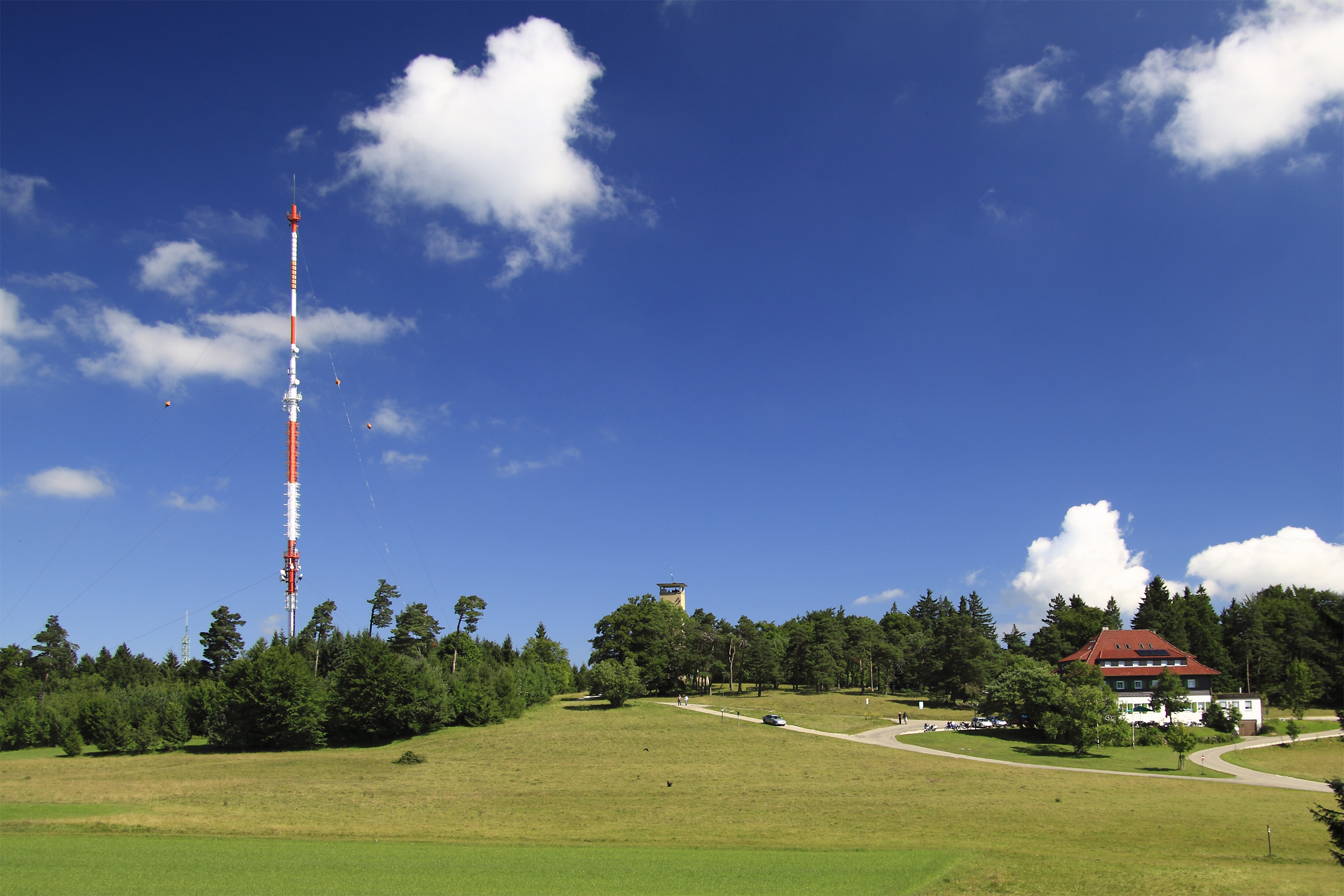
Raichberg mit Sendeturm, Raichbergturm und Nägelehaus (von links nach rechts)

Auf dem Berg befindet sich zudem seit 1950 der Sender Raichberg, ein markanter Grundnetzsender des Südwestrundfunks (ehemals des Südwestfunks) für Hörfunk und Fernsehen, mit einem weithin sichtbaren, 1971 errichteten, heute 137 Meter hohen Stahlrohrmast. Der Mast ist über die ganze Länge hinweg rot-weiß markiert.

## Kohlenmeiler
Unmittelbar unterhalb der Gipfelkuppe befindet sich ein Schau-Kohlenmeiler des Schwäbischen Albvereins. Genau an dieser Stelle wurde bis Mitte des 19. Jahrhunderts Holzkohle gebrannt. Eine Informationstafel informiert über die Geschichte der Köhlerei und der Förderung von Bohnerz auf der Zollernalb.

## Silberfuchsfarm
Nur wenige hundert Meter vom Kohlenmeiler entfernt liegt das Jugendzentrum „Fuchsfarm“, eine ehemalige Silberfuchsfarm, die vom Schwäbischen Albverein im Jahr 1964 erworben und zu einem Jugendwanderheim ausgebaut wurde.

## Wege
Der Schwäbische-Alb-Nordrand-Weg und der Main-Neckar-Rhein-Weg führen über den Raichberg.
Für Mountainbiker erreicht der Alb-Crossing den Fuß des Raichberges.